# Cantonul Lyon-VI
Cantonul Lyon-VI este un canton din arondismentul Lyon, departamentul Rhône, regiunea Rhône-Alpes, Franța.